# Joël Epalle
Joël Epalle, né le 20 février 1978 à Matomb (Cameroun), était un footballeur camerounais. Il jouait au poste de milieu de terrain.
Après une médaille d'or olympique obtenu avec le Cameroun à Sydney 2000 en Australie, il a participé à la Coupe du monde 2002 avec l'équipe du Cameroun, ainsi qu'à la Can 2002 à l'issue de laquelle il fut champion d'Afrique. 
Il évolue maintenant au poste d’entraîneurs pour le club du Val d'Europe FC, basé à Marne-la-Vallée.

## Palmarès
- finaliste de la coupe des confédérations 2003.
- Finaliste de la Coupe d'Afrique des nations 2008 avec l'équipe du Cameroun
- Champion de Grèce en 2004 avec le Panathinaïkos
- Vainqueur de la Coupe de Grèce en 2004 avec le Panathinaïkos
- champion olympique  2000
- champion d'Afrique  2002